# Hipacio de Bitinia
San Hipacio de Bitinia (f. ca. 450) fue un monje y eremita del siglo V. Es considerado santo en diferentes confesiones religiosas. 
Como frigio, se convirtió en eremita a los 19 años en Tracia. Entonces, viajó a Constantinopla y Calcedón con otro eremita llamado Jasón. Fue abad de la comunidad eremítica de Calcedón. 
Fue un oponente del Nestorianismo y defendió a San Alejandro Akimetes y sus compañeros de las amenazas de los nestorianos.
Su festividad se celebra el 17 de junio en el calendario católico, ortodoxo y bizantino. 